# Jean Shrimpton
Jean Rosemary Shrimpton (High Wycombe, 7 de novembro de 1942) é uma ex-modelo britânica. Ícone de beleza da Swinging London da década de 60 na Inglaterra, é considerada a primeira supermodelo do mundo.
Foi por diversas vezes capa de algumas das maiores revistas de moda como Vogue, Elle, Harper's Bazaar e Ladies Home Journal. Considerada em 1967 pela revista Vogue como "a modelo que mudou o rosto da moda", conhecida como The Shrimp ("O Camarão"), por sua silhueta alta, magra, pescoço comprido e pernas longas, e como "O Rosto Mais Bonito do Mundo", sua fama lhe levou às capas de revistas semanais norte-americanas  fora de seu universo profissional, como Newsweek, TIME e LIFE.

## Biografia
Jean formou-se numa escola de modelos com 17 anos e começou a trabalhar em 1960, chamando a atenção do fotógrafo David Bailey, quando ainda desconhecida fazia fotos para um propaganda dos cereais Kellogg's com outro fotógrafo, e com ele iniciou a carreira na moda e um relacionamento pessoal que duraria quatro anos. Sua primeira foto com Bailey, para a revista Brides ("Noivas") da Condé Nast, editora da Vogue, lhe abriria os caminhos do mundo fashion britânico e mundial dos anos 60. Ela sempre declarou que deveu sua carreira e o status que conseguiu nela a Bailey. Por outro lado, Bailey a teve como grande musa e suas fotos com Jean ajudaram a torná-lo um dos grandes fotógrafos de moda do mundo e o mais famoso fotógrafo britânico desta época, também um dos ícones da Swinging London e em quem Michelangelo Antonioni baseou-se levemente para fazer o personagem principal do filme Blow-Up. Depois do fim do relacionamento sentimental com Bailey, Shrimpton também formou um famoso par nos anos 60 com o ator Terence Stamp.
Seu padrão de beleza quebrou o padrão vigente da beleza tradicional, aristocrática, voluptuosa e formal, com uma figura e um estilo totalmente esportivo e moderno, num visual de cabelo comprido com franjas, cílios longos, sobrancelhas arqueadas e lábios carnudos. Entre outros fatos de sua carreira como maior modelo do mundo que durou mais de uma década, até encerrá-la em 1972, ela ajudou a lançar e popularizar a minissaia. e foi colocada pela então legendária editora da Vogue USA, Diana Vreeland, 19 vezes na capa da revista depois que chegou em Nova York pela primeira vez, em 1962. Seu visual era imitado por uma geração de mulheres e até manequins de lojas de departamentos eram fabricados à sua semelhança. Em 1965, numa visita de duas semanas à Austrália para participar de eventos ligados à temporada internacional de turfe do país, onde Jean escandalizou as ainda conservadoras sociedade e imprensa locais usando um vestido branco um palmo acima do joelho no prado, recebeu o equivalente a 2000 libras, mais do que os Beatles haviam recebido no ano anterior, por uma série de concertos no país.
Depois de abandonar a carreira, Shrimpton não mais participou do mundo da moda. Casada desde 1979 com o fotógrafo Michael Cox, hoje é proprietária de um hotel em Penzance, na Cornualha, sudoeste da Grã-Bretanha, dirigido por seu filho Thaddeus.